# 크리스마스 카드

SNS용 크리스마스 및 연하장 카드

크리스마스 카드(영어: Christmas card)는 성탄절을 기념하여 지인 사이에 주고받는 카드이다. 성탄절 카드는 12월 25일을 즈음하여 세계 각지의 (기독교도가 아닌 사람을 포함한) 여러 사람들이 주고받는다. 직접 전달하거나, 우편을 통해 주고 받는다. 크리스마스 카드에는 "메리 크리스마스"(Merry Christmas)나 "축 성탄" 등의 인사말을 넣으며, 신년 인사를 넣기도 한다. 또 산타나 눈사람 등 크리스마스와 어울리는 그림을 삽입하기도 한다. 동아시아에서는 신년에 인사를 전하는 서장(편지)인 연하장(영어: New Year's card)으로 대신하기도 한다. 그러나 통신수단의 변화와 영상매체의 발달로 크리스마스 카드를 주고 받는 관습이 점점 줄어들고 있다.

## 전자 엽서카드
한편 점점 크리스마스 카드가 이메일이나 문자메시지 등 SNS상에서 이미지파일로 편리하게 대체되면서 실물로 만들어진 우편용 크리스마스 카드의 기능을 대신하는 역할을 담당하는 포토카드나 HTML기능을 갖는 SNS용 전자카드(온라인카드)나 앱 연하장 등으로 크리스마스 카드 , 연하장, 청첩장을 주고 받는 풍습도 생겨났다.

## 같이 보기
- 엽서

## 참고 자료
- 한국일보-불황, 무료 e-카드 인기 ‘쑥’
- 전자신문 - LG그룹, 사이버 연하장 무료 제공
- ZDnet - 새해 인사도 스마트하게, 앱 연하장 ‘인기’